# M. M. Binder-Scholten

M. M. Binder-Scholten

M. M. Binder-Scholten (* 20. November 1933 in Cenade; † 17. März 2019 in Karlsruhe) war ein deutscher Lyriker und Romanautor aus Siebenbürgen (Rumänien).

## Leben
Binder-Scholten wuchs in Cenade auf und zog als junger Mann nach Hermannstadt. Anfang der 1990er Jahre siedelte er nach Deutschland aus. Binder-Scholten ist mit einer Rumänin aus Siebenbürgen verheiratet und hat zwei Söhne.

## Werke
Seine Gedichte und Romane, geschrieben in Siebenbürgisch-Sächsisch, Deutsch und Rumänisch, behandeln in autobiographisch angelehnter Art das Leben der Volksgruppen im Raum Siebenbürgen des späten 20. Jahrhunderts.
- Micuța Nana. (Die kleine Nana) – Kindergeschichte, rumänisch.
- Absolvent de grădiniță. (Kindergarten-Absolvent) – biografische Erzählung, rumänisch.
- Poveste de amor. (Liebesgeschichte) – biografische Erzählung, rumänisch.
- Canicula. (Hundstage) – lustige Geschichte, rumänisch.
- Din viața unei femei. (Aus dem Leben einer Frau) – Roman, rumänisch. Sibiu 2000, ISBN 973-8009-31-6.[1]
- Secretul medalionului. (Geheimnis des Medaillons) – Roman, rumänisch.
- Cinci cuvinte fatale sau Povestea lui Dilică Lefty. (Fünf verhängnisvolle Wörter oder Die Geschichte von DuDicker Verlassener) – Roman, rumänisch. Karlsruhe 2002.
- Heimatbuch Scholten, der Ort wo meine Wiege stand. – bebilderte Monographie, deutsch. ISBN 978-3-00-041258-5
- Gedichtly. – Zweisprachiger Gedichtband, in Scholtner Mundart und Schriftdeutsch.
- Versuri. Spovedania unui sas din Transilvania. (Verse. Die Beichte eines Siebenbürger-Sachsen) – Gedichte, rumänisch. Tribuna, Sibiu 1998, ISBN 973-98970-1-0. Das Gedicht Clopotele aus dieser Sammlung wurde auch in der Zeitschrift Veste Bună veröffentlicht.[2]

## Rezeptionen
- Versuri. Spovedania unui sas din Transilvania. September 1998 im Armeehaus Sibiu
- Din viața unei femei. Juli 2000 im Armeehaus Sibiu
- Buchvorstellung Juni 2007 in der Kunstschule Durles